# A Slight Case of Overbombing
A Slight Case of Overbombing: Greatest Hits Vol.1 – kolekcja piosenek tytułowych z pierwszych stron singli zespołu The Sisters of Mercy powstałych od czasu, gdy zespół związał się z koncernem Time Warner. Płyta została wydana 23 sierpnia 1993 przez własne wydawnictwo zespołu Merciful Release (w dystrybucji z East West Records).

## Lista utworów
1. "Under the Gun" (muzyka: Hughes; tekst: Seeman/Eldritch) – 5:41
2. "Temple of Love (1992)" (Eldritch) – 8:07
3. "Vision Thing (Canadian Club Remix)" (Eldritch) – 7:33
4. "Detonation Boulevard" (Eldritch/Bruhn) – 3:48
5. "Doctor Jeep (radio edit)" (Eldritch/Bruhn)– 3:00
6. "More" (Eldritch/Steinman) – 8:23
7. "Lucretia, My Reflection (extended)" (Eldritch) – 8:43
8. "Dominion"/"Mother Russia" (Eldritch) – 7:01
9. "This Corrosion" (Eldritch) – 10:15
10. "No Time to Cry" (muzyka: Adams/Marx/Hussey; tekst: Eldritch) – 3:56
11. "Walk Away" (muzyka: Hussey; tekst: Eldritch) – 3:22
12. "Body and Soul" (muzyka: Hussey; tekst: Eldritch) – 3:34

## Skład zespołu
- Andrew Eldritch – śpiew, gitara
- Gary Marx – gitara, śpiew
- Craig Adams – gitara basowa
- Wayne Hussey – gitara
- Ben Gunn – gitara
- Andreas Bruhn – gitara
- Tony James – gitara
- Tim Bricheno – gitara
- John Perry – gitara
- Maggie Reilly – śpiew
- Ofra Haza – śpiew
- Terri Nunn – śpiew
- Doktor Avalanche (automat perkusyjny) – perkusja